# Lands of Lore: The Throne of Chaos
Lands of Lore: The Throne of Chaos (с англ. — «Земли знаний: Царство хаоса») — компьютерная игра в жанре RPG, первая часть игровой серии Lands of Lore.

## Сюжет
Король Ричард ЛеГрей — правитель Глэдстоуна в сороковом поколении и командующий Белой армией. Глэдстоун — центр, откуда идёт управление всеми цивилизованными районами Земель. Король озабочен по поводу Скотии, старой и коварной ведьмы, предводительницы Тёмной армии, которая недавно заполучила Маску преисподней — магический предмет, обладающий большой силой, с помощью которого можно принимать образ любого живого существа.
Король Ричард ищет опытного воина, который сможет добраться до Южного континента. На этом континенте в своём поместье живёт Роланд, который владеет Рубином истины. Воин должен передать этот камень королю.
Игроку необходимо сделать выбор между четырьмя персонажами:
- Ак’шел — дракоид, древняя раса драконов-ящериц. Предпочитает физической силе магию.
- Киеран — хьюлайн, древняя раса людей-кошек. Развитая ловкость и сообразительность.
- Майкл — человек. Обладает силой и хорошими навыками боя.
- Конрад — человек со сбалансированным набором вышеперечисленных качеств.

Когда игрок прибывает к Роланду, оказывается, что уже слишком поздно. Хозяин Рубина тяжело ранен и умирает, а сам камень похищен. Возвращение в Глэдстоун также не даёт положительных результатов — в ходе произошедшего здесь боя король смертельно отравлен. Теперь игроку необходимо посетить Драракла[кого?] и найти составляющие для эликсира, который спасёт короля Ричарда.
Имея на руках рецепт приготовления эликсира, игрок должен собрать необходимые компоненты и в то же время выяснить всю информацию, которая касается Маски преисподней. Эта информация нужна для того, чтобы победить Скотию.

## Управление
Игровой экран разделён на несколько частей.
- Клетки, в которые игрок помещает все нужные предметы. Количество клеток ограничено по числу.
- Лица главных героев. Указывают их состояние: нормальное, критическое, сон и т. д. Рядом с изображениями две шкалы: здоровья и маны. Если щёлкнуть на изображении героя, появится таблица умения и инвентарь героев: наличие шлемов, кольчуг, ботинок, колец, оружия, щита. Всё это можно менять по ходу игры на более совершенные или подходящие модели. Также рядом с лицами расположены две кнопки: удар текущим оружием и вызов заклинания; заклинания делятся на четыре уровня, в зависимости от умения и количества маны.
- Вид из глаз показывает, что находится непосредственно перед героями.
- Список возможных заклинаний. В нём можно выбрать нужное заклинание: разряд, исцеление, молния и т. д.
- Компас. Указывает направление главного героя.
- Лампа. В пещерах освещает путь. В ней может закончиться масло.
- Магический атлас. Показывает все открытые героем области и скрытые кнопки.
- Счётчик денег. Показывает количество денег у героя. Можно торговать с некоторыми персонажами.
- Кнопки сна (времени в игре нет, герои во сне восстанавливаются).
- Меню. Управление производится при помощи стрелок клавиатуры и мыши, либо только мышью. В данной игре все локации созданы в псевдо-3D. Герой игры может поворачиваться строго на одну из четырёх сторон, минуя промежуточный вариант. В Lands of Lore множество локаций, на освоение которых уходит довольно много времени. Если не смотреть в атлас, можно легко заблудиться.

## Интересные факты
- На одном из уровней тёмного замка есть некий хрустальный шар. Если щёлкнуть по нему, игра выключается, причём указывается, что это проделки Скотии.
- Lands of Lore: Throne of Chaos можно пройти любым из четырёх предложенных персонажей, тем не менее, во второй части Lands of Lore в музее Драракла висит портрет Киерана.
- По ходу игры встречаются несколько отсылок к другим играм Westwood Studios, в основном к Eye of the Beholder и The Legend of Kyrandia.

## Версии
Игра была встречена критиками не очень хорошо, тем не менее, в дальнейшем она была переиздана два раза: в 1994 году вышла версия с озвучиванием на CD-ROM, где принял участие Патрик Стюарт (повествование, король Ричард), а в 1996 году вышло специальное европейское издание.